# 共和 (暴力団)
共和一家（きょうわいっか）は、千葉県富里市に本拠を置く博徒系暴力団で、指定暴力団・住吉会の2次団体。旧・住吉連合会共和一家。活動地域は千葉の他、東京都、埼玉県、茨城県にも及ぶ。

## 歴史
創始者の坂本林之助（坂本林蔵、佐原ノ林蔵、佐原ノ林之助）は嘉永元年（1848）5月、下総国香取郡津宮村に生まれた。17歳より諸国に遊び、茨城県では鯉淵一家の闘いに加勢した。諸派が入り乱れた国の様子を憂い、千葉へ戻り居を佐原町に移し千葉県下同志と図り、地方に災害等ある時は率先して金圓を義捐する目的を持つ集団を共和會と称して年に一度大會を開くことになり、林之助は総長に推薦された。香取神社の新道を開く上でも尽力した。子分にやはり佐原町で料理屋を営む堀越良助がいた（堀越常雄、操の叔父）。明治25年に結成された共和會には各地域から統轄代理（統轄代理人）が選ばれ、その範囲は下総台地の北辺から九十九里平野までを含めていた。巧みに博徒への弾圧を潜り抜けながら関東に巨大な縄張りを築いた坂本は実業家（米穀商）、地方の名士として生涯を終えた。
藤田五郎の『任侠百年史』によると共和一家は東京にも系統があり、近藤庄吉の跡目である根岸の中村三吉（通称は三公。明治8年生まれ）は大正時代の大親分として全国的にも知られていた。『顔役明鑑』（警視庁刑事部庶務犯係昭和4年発行）では中村三吉を含めた系統図が載っているが、当該集団は新吉原を囲んで本郷台より東の荒川低地を支配していた。「三公館」は経営する賭場の通称。福原陸三（1908～95）の『悠々やくざ伝』では共和が吉原に勢力を持っていた様子を伝えている。群馬県の武田愛之助を初代とする上州共和一家は別団体である。
五代目総長を継承した中村忠治から住吉連合会に加入。

## 歴代継承者
- 初代 - 佐原ノ 林蔵（坂本林蔵）
- 2代目 - 坂本 盛之助（森 盛之助）
- 3代目 - 坂本健三（岡沢健三）
- 4代目 - 堀越常雄（笹川一家五代目）
- 5代目 - 中村忠治（住吉会常任顧問）
- 6代目（1998年～） - 関 功（住吉会代表）
- 7代目 - 小川修司（住吉会九代目会長）
- 8代目 - 大多和 賢治

## 最高幹部
- 総　長 - 大多和 賢治（住吉会組織委員長）
- 代　行 - 石井康祐（住吉会執行相談役〕
- 理事長 - 渡辺 武（住吉会会長補佐）
- 幹事長 - 根本隆男（住吉会会長補佐）
- 本部長 - 小倉昌明（住吉会東関東地区統括長）
- 組織委員長 - 斎藤 元（住吉会副会長）
- 慶弔委員長 - 田代恵吾（住吉会副会長）
- 運営委員長 - 本宮浩行（住吉会副会長）
- 統括委員長 - 田邉貴裕（住吉会副会長）
- 渉外委員長 - 宮崎光雄（住吉会副会長）
- 事務局長 - 大澤良二（住吉会副会長）
- 委員長補佐 - 鵜沢康正（住吉会副会長）
- 委員長補佐 - 田邉孝司（住吉会副会長）
- 委員長補佐 - 吉野剛一（住吉会副会長）
- 委員長補佐 - 黒川 翔（住吉会副会長）

## 去った人
- 六代目代行・宮崎 潔（住吉会東関東地区統括長、成田貸元） - 2006年死去